# كريبتوكات
تَطبيق كريبتوكات (Cryptocat) عبارة عن تطبيق ويب مفتوح المصدر يهدُف إلى السماح بالدردشة عبر الإنترنت بشكل آمن ومشّفر. ويعمل تطبيق Cryptocat على تشفير الدردشات التي تتم من جانب العميل، حيث تزود الخادم فقط ببيانات تكون مشفرة بالفعل. ويتم توفير تطبيق Cryptocat كتطبيق لـ أو إس 10 أو كامتداد متصفح لمتصفح جوجل كروم (Google Chrome) وموزيلا فايرفوكس (Mozilla Firefox) وآبل سفاري (Apple Safari).
ويهدف تطبيق Cryptocat إلى توفير وسيلة للاتصالات المرتجلة والمشفرة والتي توفر المزيد من الخصوصية بشكل أكثر من الخدمات مثل جوجل توك (Google Talk)، مع الحفاظ على مستوى أعلى من القدرة على الوصول من منصات تشفير أخرى عالية المستوى، كما أنه يسمح كذلك بوجود مستخدمين متعددين في غرفة دردشة واحدة.

## كيف يعمل
يستخدم تطبيق Cryptocat بروتوكول المراسلة خارج السجل (OTR) للمراسلة الخاصة المشفرة. وحيث إن Cryptocat يقوم بإنشاء أزواج مفاتيح جديدة لكل عملية دردشة، فإنه ينفذ شكلاً من أشكال السرية الأمامية التامة. كما يمكن كذلك استخدام تطبيق Cryptocat بالإضافة إلى تور (Tor) من أجل إخفاء تفاصيل اتصال العميل من جانب الخادم. كما يخطط المشروع كذلك لعمل إصدار مضمن من أجل الاستخدام مع أجهزة راسبري باي (Raspberry Pi).

## المخاوف الأمنية
لقد تمت إثارة الشكوك حول إصدارات Cryptocat السابقة لعدم استخدام مصادر مقياس الإنتروبيا الصحيحة. إلا أن الإصدارات الحديثة من التطبيق قد اعتمدت على إنشاء أرقام عشوائية آمنة تعتمد على المستعرض.
وقد تم احتجاز مطور تطبيق Cryptocat نديم القبيصي واستجوابه على أحد الحدود الأمريكية من خلال وزارة الأمن الداخلي الأمريكية في يونيو من عام 2012 حول مقاومته للرقابة. وقد قام بإرسال تغريدات على تويتر حول هذا الأمر في وقت لاحق، مما أدى إلى التغطية الإعلامية للأمر وتصاعد شعبية تطبيق Cryptocat بشكل كبير.
وفي عام 2013، تم نقل شبكة Cryptocat إلى شركة باهنهوف ، وهو عبارة عن موقع استضافة سويدي على الويب تم بناؤه داخل مخبأ نووي من فترة الحرب الباردة ويشتهر بأنه استضاف مواقع منظمة ويكيليكس وذا بايرت باي (The Pirate Bay).

## وصلات خارجية
- كريبتوكات على موقع Open Hub (الإنجليزية)
- الموقع الرسمي
- GitHub repository